# Cnesterodon septentrionalis
Cnesterodon septentrionalis é um peixe da família dos pecilídeos e da ordem dos ciprinodontiformes. Os machos podem alcançar 2 cm de comprimento, encontrado na América do Sul, mais especificamente, no Brasil, no estado do Mato Grosso.